# Wolost Užusaliai

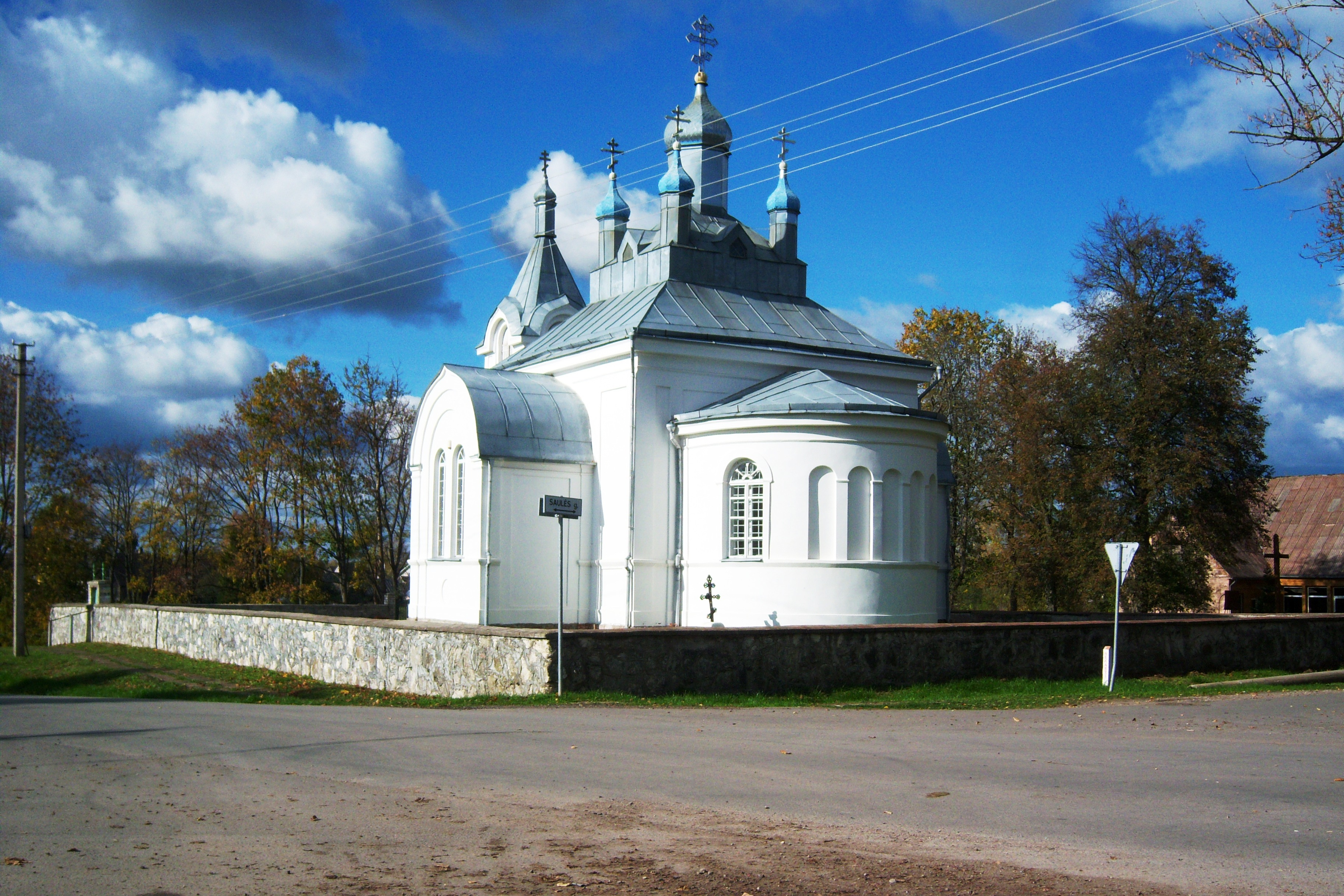
Russisch-Orthodoxe Kirche Užusaliai

Die Wolost Užusaliai (lit. Užusalių valsčius) war eine  Verwaltungseinheit (Wolost) um den Ort Užusaliai (russisch Ужусаляй) im heutigen zentralen Litauen. Das Zentrum war das Dorf Išorai, jetzt ein Ort im Amtsbezirk Užusaliai der Rajongemeinde Jonava. 

## Geschichte
Die Wolost Jonava wird urkundlich seit der zweiten Hälfte des 19. Jahrhunderts erwähnt.
Ab 1863 lebten Altorthodoxe des zaristischen Russlands in Užusaliai und bildeten die Pfarrgemeinde Rimkai. 1866 baute man die Russisch-orthodoxe Kirche Užusaliai im damaligen Russischen Kaiserreich. 1937 gab es 386 Personen in der Pfarrgemeinde. Um 1950 wurde die Wolost im damaligen Sowjetlitauen aufgelöst. Das Territorium gehörte danach zum Rajon Jonava (Jonavos rajonas), jetzt der Rajongemeinde Jonava.